# Chlosyne californica
Espèce
Chlosyne californica est une espèce de lépidoptères de la famille des Nymphalidae, de la sous-famille des Nymphalinae et du genre Chlosyne.

## Dénomination
Chlosyne californica a été décrit par William Greenwood Wright en 1905.
Synonymes : Synchloe californica Wright, 1905.

### Noms vernaculaires
Chlosyne californica se nomme en anglais California Patch.

## Description
Chlosyne californica est un papillon au dessus marron plus ou moins foncé orné d'une ligne de damiers orange, de lignes de petits points blancs marginales et entre la ligne marginale de taches orange et la ligne de damiers orange et d'une ligne submarginale de taches orange.
Le revers présente les mêmes dessins mais en jaune pâle sur marron plus clair. Il est de taille moyenne, son envergure varie entre 32 et 51 mm.

## Biologie

### Période de vol et hivernation
Chlosyne californica hiberne au troisième ou au quatrième stade de la chenille.

### Plantes hôtes
Les plantes hôtes de la chenille sont Viguiera deltoidea f. parishii et Helianthus annuus.

## Écologie et distribution
Il est présent uniquement en Californie, dans le sud du Nevada et de l'Arizona et à Sonoro au Mexique,.

### Biotope
Il est souvent présent dans les canyons secs et les zones désertiques.

### Protection
Pas de statut de protection particulier.

## Publication originale
- William Greenwood Wright, The butterflies of the west coast of the United States (œuvre littéraire), 1831, [lire en ligne].